# Syagrus pseudococos
Syagrus pseudococos är en enhjärtbladig växtart som först beskrevs av Giuseppe Raddi, och fick sitt nu gällande namn av Sidney Frederick Glassman. Syagrus pseudococos ingår i släktet Syagrus och familjen Arecaceae. IUCN kategoriserar arten globalt som livskraftig. Inga underarter finns listade i Catalogue of Life.

## Bildgalleri

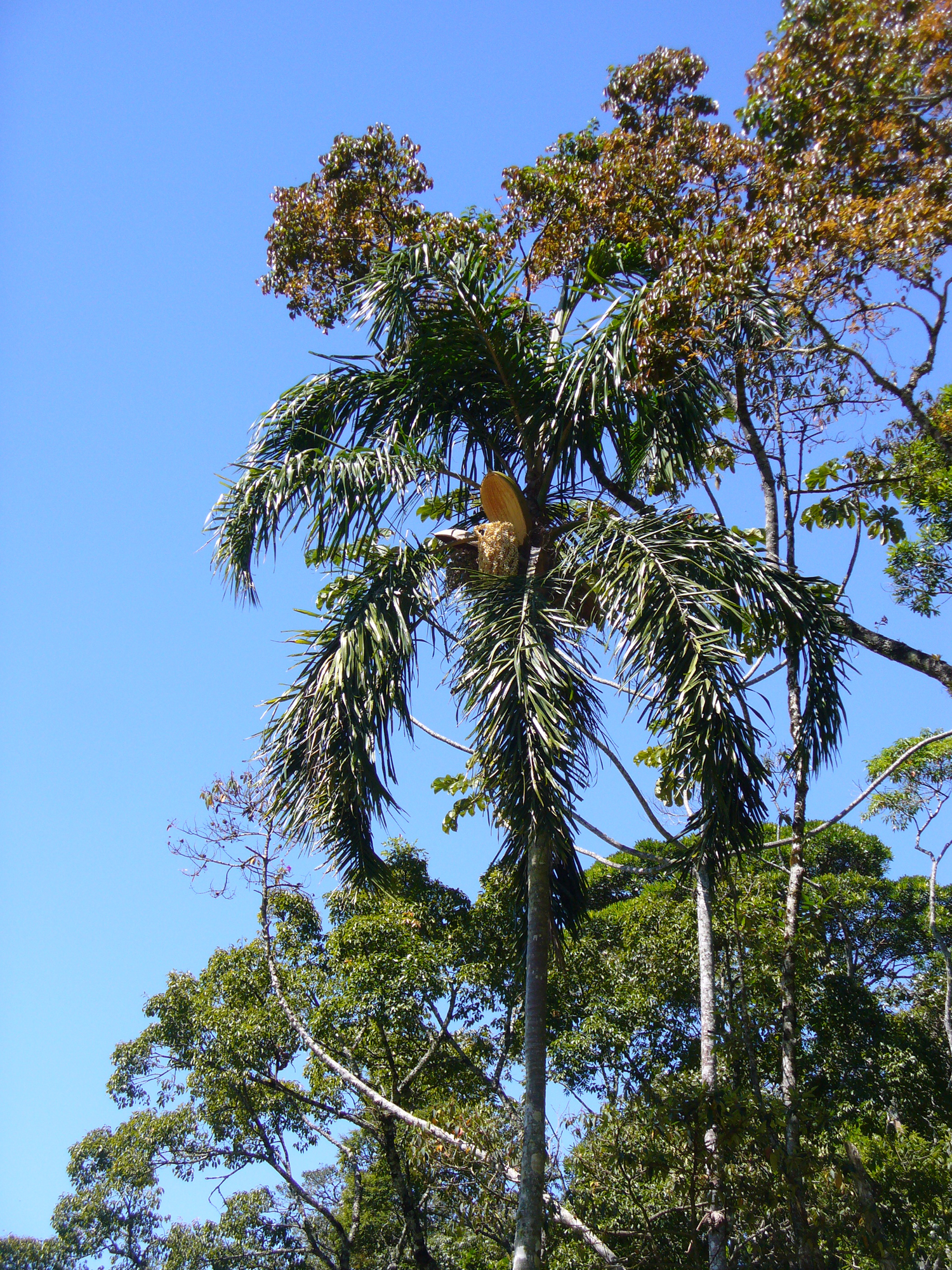